# Filippinsk peso
Filippinsk peso (Php - Piso ng Pilipinas) är den valuta som används i Filippinerna. Valutakoden är PHP och valutatecknet ₱. 1 Peso = 100 sentimos, också kallade centavos.
Lokala mynt har funnits sedan 1832, men valutan infördes officiellt 1854 och ersatte då den tidigare mexikanska peson och andra lokala valutor.

## Användning
Valutan ges ut av Central Bank of the Philippines (Bangko Sentral ng Pilipinas, BSP) som grundades 3 januari 1949, ombildades 1993 och har huvudkontoret i Manila.

## Valörer
- Mynt: 1, 5 och 10 peso samt 1, 5, 10 och 25 sentimos
- Sedlar: 10, 20, 50, 100, 200, 500 och 1000 peso